# 크라스페도돈
크라스페도돈(Craspedodon)("모서리가 있는 이빨"이라는 의미)는 멸종한 조반류 공룡의 한 속으로 각룡류일 수 있다. 크라스페도돈은 백악기 후기 (생통주절, 약 8500만년 전)에 현재의 벨기에에 살았다. 이빨 몇 개만이 발견되었으며 이구아노돈의 이빨과 비슷하다고 기재되었다. 크라스페도돈 론제엔시스(Craspedodon lonzeensis)는 루이스 돌로가 1883년에 보고했으며 모식종이다.. 단편적인 표본 (이빨만 있음) 으로부터 기재되었기 때문에 의문명으로 간주된다. 크라스페도돈은 오랫동안 이구아노돈트류 공룡으로 생각되었으나 재조사해 본 결과 신각룡류, 아마도 프로토케라톱스과보다는 케라톱스상과에 속할 것이라는 주장이 제기되었다. 이 새로운 분류가 맞다면 크라스페도돈은 유럽에서 발견된 최초의 신각룡류가 된다.

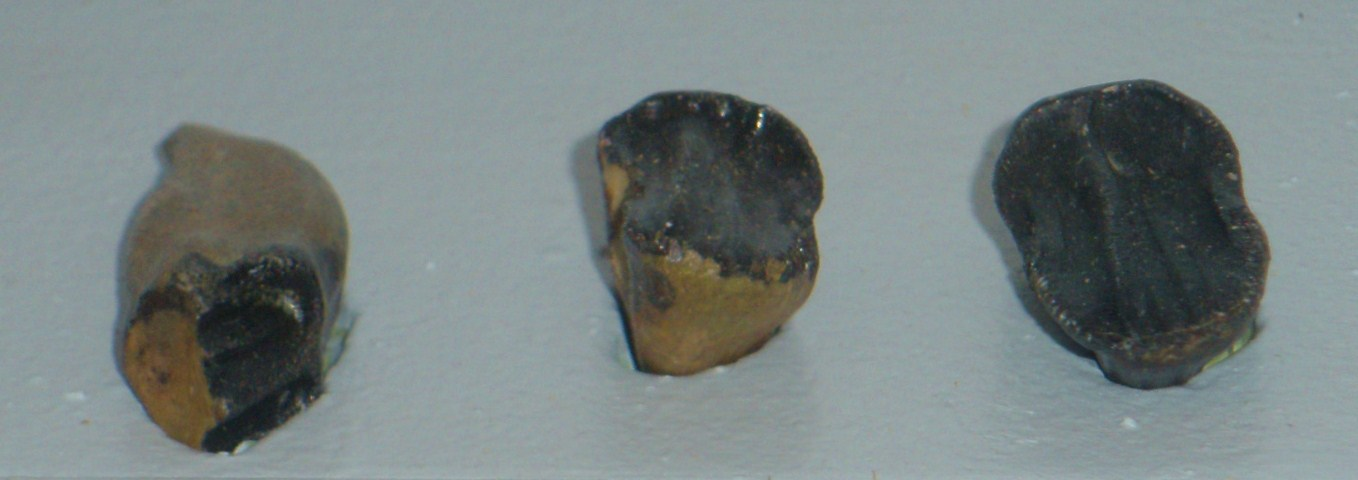
크라스페도돈의 이빨